# Hirschmann Car Communication
Die Hirschmann Car Communication GmbH mit Sitz in Neckartenzlingen (Baden-Württemberg) ist ein Anbieter von Sende- und Empfangssystemen für die Kommunikation in und mit Fahrzeugen sowie für den M2M- und Telematik-Markt.

## Hintergrund
Das Unternehmen beschäftigt weltweit mehr als 1000 Mitarbeiter, 370 davon in Deutschland. Der Hauptsitz des Unternehmens mit eigener Fertigung befindet sich in Neckartenzlingen bei Stuttgart (Deutschland). Weitere deutsche Niederlassungen sind in Nürnberg, Fulda und Neu-Ulm sowie Auslandsgesellschaften in Békéscsaba (Ungarn), Detroit (Vereinigte Staaten), Paris (Frankreich) und Shanghai (Volksrepublik China). Antennen- und Tuner-Systeme von Hirschmann Car Communication kommen sowohl in der Erstausrüstung als auch im Aftermarket der Automobil- und Nutzfahrzeugindustrie zum Einsatz.
Das Unternehmen ging aus der ehemaligen Hirschmann-Gruppe hervor und wurde 2007 durch ein Management-Buy-out von Ludwig Geis, Joachim Brandes, Viktor Schicker und Reinhard Sitzmann (†) als eigenständiges Unternehmen gegründet.
Im Februar 2012 wurde das Unternehmen vom US-amerikanischen Unternehmen VOXX International, einem Anbieter von In-Car-Entertainment und Unterhaltungselektronik übernommen.
Im Juni 2017 wurde Hirschmann Car Communication von der schweizerisch-amerikanische TE-Connectivity-Gruppe übernommen. Diese gab im Oktober 2023 den Verkauf an das chinesische/taiwanesische Unternehmen Universal Scientific Industrial (USI) bekannt.

### Antennen-Systeme
Hirschmann Car Communication ist Anbieter von Antennensystemen in Fahrzeugen. Dazu gehören Antennensysteme für terrestrisches und Satelliten-Radio, Mobilfunk, Navigation, V2X, CB-Funk und Telematikdienste aber auch Komfortkomponenten wie Remote Keyless Entry oder Keyless-Go-Systeme.
Im Jahre 2009 meldete Hirschmann Car Communication ein Folienantennenkonzept zum Patent an, das seitdem bei vielen Automobilherstellern eingesetzt wird. 2015 erfolgte die Vorstellung einer Smart Antenna, die Transceiver, Tuner und Antenne in einer Einheit kombiniert. Die ersten Technologien für die V2X Kommunikation wurden im Jahr 2020 entwickelt. 

### Tuner-Systeme
Das Unternehmen entwickelt und produziert Tuner-Systeme, die für Radio- und Fernsehempfang im Fahrzeug sorgen. Unterschieden werden dabei analoge und digitale Tuner, die für den Empfang von terrestrisch ausgestrahlten analogen Fernsehsendungen als auch von digitalen Programmen – beispielsweise der Standards DAB, DVB-T, DVB-T2, ISDB-T, DTMB, T-DMB oder SBTVD – ausgelegt sind. Darüber hinaus wird auch das satellitengestützte Radio von Sirius XM unterstützt. 

### Autoradio
Das Unternehmen hat zur IAA 2011 sein erstes selbst entwickeltes Autoradio vorgestellt. Das Radio war mit einer berührungslosen Steuerung ausgestattet: Sensoren am Bedienfeld erkennen Handbewegungen direkt vor dem Display und wandeln diese in Steuerbefehle um. 2018 kam ein weiteres neues System auf den Markt, das Remote Tuner Module für den Radio-Empfang, bei dem das Tuner Modul in der Nähe der Antennen platziert wird.

### M2M- & Telematik-Systeme
Die Lösungen im Bereich M2M und Telematik reichen von der Fernüberwachung verschiedener Arbeitsprozesse, der Positionsverfolgung mobiler Objekte via GPS, über die Kommunikation zwischen Industriemaschinen per WLAN, bis hin zum Smart Metering, dem automatischen Ablesen von Gas-, Wasser- und Stromzählern.